# Luleb Luoivo
Luleb Luoivo är en sjö i Arjeplogs kommun i Lappland och ingår i Skellefteälvens huvudavrinningsområde. Sjön har en area på 0,301 kvadratkilometer och ligger 481,4 meter över havet. Sjön avvattnas av vattendraget Grakajåkkå.

## Delavrinningsområde
Luleb Luoivo ingår i det delavrinningsområde (737662-154420) som SMHI kallar för Inloppet i Tjaktjaure. Medelhöjden är 495 meter över havet och ytan är 1,41 kvadratkilometer. Räknas de 6 avrinningsområdena uppströms in blir den ackumulerade arean 75,24 kvadratkilometer. Grakajåkkå som avvattnar avrinningsområdet har biflödesordning 2, vilket innebär att vattnet flödar genom totalt 2 vattendrag innan det når havet efter 336 kilometer. Avrinningsområdet består mestadels av skog (63 procent) och sankmarker (16 procent). Avrinningsområdet har 0,3 kvadratkilometer vattenytor vilket ger det en sjöprocent på 21,1 procent.